# Halma

Quadratisches Spielbrett für 2 und 4 Spieler

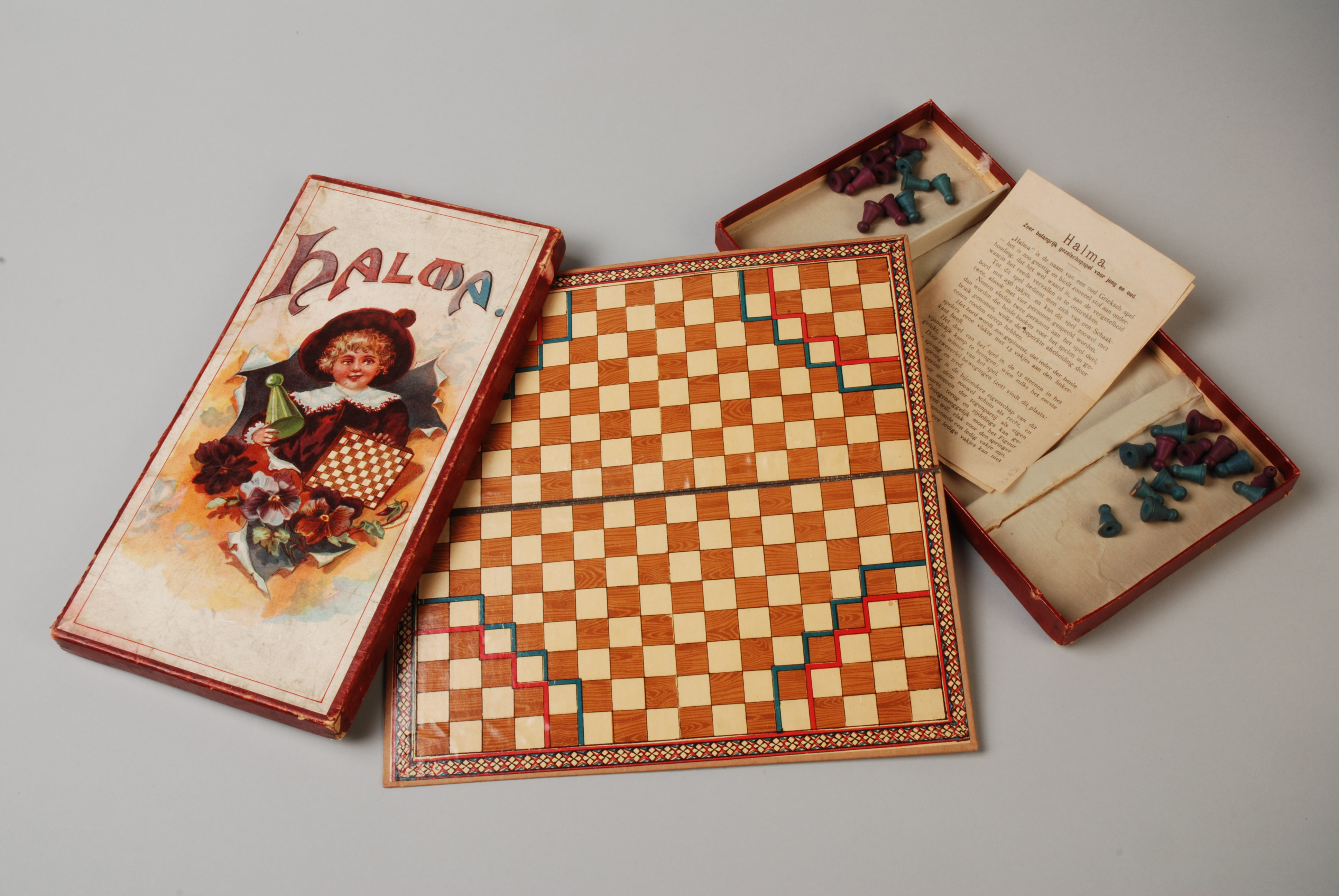
Halma-Brettspiel um 1900

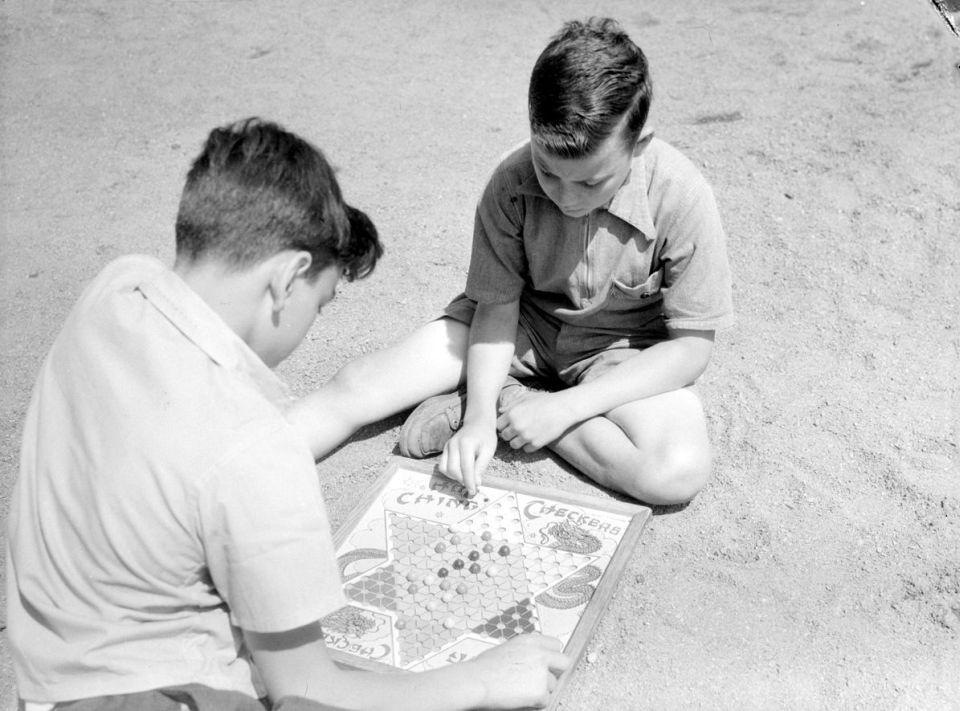
Zwei Kinder mit einem Sternhalma-Spiel (1942)

Halma ist ein Brettspiel für bis zu sechs Personen. Es wird heute auf zwei verschiedenen Spielfeldern gespielt, einem sternförmigen (Sternhalma, international als „Chinese Checkers“ bekannt) oder einem quadratischen Spielfeld (das ursprüngliche Halma).

## Geschichte
Halma wurde 1883 vom amerikanischen Chirurgen George Howard Monks erfunden; der Name Halma stammt aus dem altgriechischen ἅλμα „Sprung“ (vgl. Salta); bei den Olympischen Spielen der Antike war Halma der Weitsprung mit Sprunggewichten. Sternhalma ist eine deutsche Weiterentwicklung des Halmas, die 1892 erschien. Sternhalma ist im Englischen auch als Chinese Checkers und im Französischen als Dames chinoises (beides bedeutet „Chinesisches Damespiel“) bekannt, was auf einen chinesischen Ursprung hindeuten soll, wahrscheinlich aber ist dieser Name der Idee eines amerikanischen Spieleherstellers zu verdanken, der annahm, dass ein exotischer Hintergrund dem Verkauf zuträglich sein könnte. Wegen der vielen im Spielfeld sichtbaren Dreiecke wird es auch als Trilma bezeichnet.

## Regeln

### Spielfelder

#### Quadratisches Halma
Das Spielbrett für quadratisches Halma hat 16×16 quadratische Felder und ist für zwei bis vier Spieler gedacht. Bei drei Spielern ergibt sich ein asymmetrisches Spiel (s. u.). In jeder Ecke befindet sich ein „Haus“ oder „Hof“ genannter, farblich markierter Bereich. Das Haus umfasst bei zwei Spielern 19 und bei drei oder vier Spielern 13 Felder. Auch eine Variante mit 10×10 quadratischen Feldern und einem Haus von 15 Feldern ist möglich.

#### Sternhalma

Spielfeld für Dreier oder Sechser Sternhalma

Das Spielbrett für Sternhalma kann mit zwei bis sechs Spielern bespielt werden. Bei fünf Spielern ergibt sich aber auch hier ein asymmetrisches Spiel (s. u.). Das Sternhalma hat 121 in einem Dreieckgitter angeordnete Felder, die zusammen die Form eines sechszackigen Sterns bilden. Jedes Feld grenzt an bis zu sechs andere Felder. Die Felder an den Spitzen des Sterns bilden hier ein Haus und umfassen bei zwei oder drei Spielern 15 und bei mehr als drei Spielern zehn Felder. Weil die Felder im Unterschied zum quadratischen Halma rein geometrisch keine Flächen, sondern Punkte auf einem Gitter sind, gibt es 24 Felder, welche den Rand zu einem Haus bilden.

### Startaufstellung und Spielziel
In der Ausgangsposition stehen die Spielsteine (Halmakegel oder Pöppel) einer Partei je in einem „Haus“. Beim quadratischen Halma sind es 19 oder 13 Steine, beim sternförmigen Feld 15 (drei Spieler) oder zehn (sechs Spieler), wobei bei zehn Steinen die Felder am Rand zum mittleren Sechseck frei bleiben.
Ziel ist es, sämtliche eigenen Spielsteine in das gegenüber liegende „Haus“ zu bringen. Sieger ist, wem dies zuerst gelingt. Daraus ergibt sich, dass beim Sternhalma zu zweit oder zu dritt das Zielhaus leer ist, während bei einer Spieleranzahl ab vier das Ziel zu Beginn mit den Steinen des gegenüberliegenden Spielers zu tauschen ist.

### Zugregeln
Die Regeln beim quadratischen Spielfeld sind die gleichen wie beim sternförmigen Halma. Bei Halma werden keine Figuren geschlagen. Reihum hat jeder einen Spielzug. Bei jedem Spielzug darf eine Spielfigur bewegt werden. Entweder kann sie auf ein angrenzendes freies Feld gezogen werden oder sie kann eigene oder gegnerische Spielfiguren in gleicher Richtung überspringen, vorausgesetzt, dahinter ist ein leeres Feld. Falls von diesem Feld aus weitere Spielfiguren übersprungen werden können, darf dies ebenfalls ausgeführt werden. Auf diese Weise können lange Sprungfolgen entstehen, mit denen man mit einem einzigen Spielzug unter Umständen das ganze Spielfeld überqueren kann. Beim quadratischen Halma muss vor dem Spiel geklärt werden, ob Züge und/oder Sprünge auch diagonal ausgeführt werden dürfen.

## Strategie
Halmaspieler versuchen, Bahnen für möglichst lange Sprungfolgen zu erkennen und zu entwickeln. Gleichzeitig verbaut man dem Gegner solche Bahnen. Da solche Bahnen von allen Spielern genutzt werden können, bekommt mit der Errichtung einer Bahn auch der Gegner einen Vorteil. Das gilt besonders für Spiele mit jeweils zwei in Gegenrichtung spielenden Personen.

## Zusätzliche strategische Betrachtung
Ferner ist darauf zu achten, dass kein Stein nur durch Springen alle Felder des Ziel-„Hauses“ erreichen kann, da die Sprung-erreichbaren Felder sich in einem Zweier-Gitter befinden; dadurch hat jeder Spieler Steine verschiedener „Sorten“, die auf verschiedene Felder-„Sorten“ im Ziel-„Haus“ gehören. Dabei sind im Ziel-Haus jeweils die Feldersorten in derselben Anzahl vorhanden wie im gegenüberliegenden Ausgangs-Haus.
Wer also einen Stein zieht, anstatt zu springen, verwandelt ihn in einen Stein einer anderen „Sorte“ und muss ihn (oder einen anderen Stein) mindestens noch einmal ziehen, damit er seine alte „Sorte“ wieder erhält. Vieles Ziehen (anstatt Springens) hält eine Partei also stärker auf, als nur während dieses einen Spielzugs; auch muss man stets im Auge behalten, wie viele Steine welcher „Sorte“ man im Augenblick hat, obwohl sie alle gleich aussehen.
Während beim Sternhalma die Anzahl der Felder je Sorte im Start- und Zielhaus gleich sind, ist das beim quadratischen Halma nicht so.
Die vier Felder-Sorten sind im folgenden Diagramm zu sehen:
| Sternhalma |
| --- |
| 1 2 3 1 4 1 2 3 2 3 1 4 1 4 1 4 1 4 1 4 1 4 1 3 2 3 2 3 2 3 2 3 2 3 2 1 4 1 4 1 4 1 4 1 4 1 3 2 3 2 3 2 3 2 3 2 1 4 1 4 1 4 1 4 1 2 3 2 3 2 3 2 3 2 3 1 4 1 4 1 4 1 4 1 4 1 2 3 2 3 2 3 2 3 2 3 2 3 1 4 1 4 1 4 1 4 1 4 1 4 1 3 2 3 2 1 4 1 3 2 1 |
| Quadratisches Halma: |
| 1 2 1 2 1 2 1 2 1 2 1 2 1 2 1 2 3 4 3 4 3 4 3 4 3 4 3 4 3 4 3 4 1 2 1 2 1 2 1 2 1 2 1 2 1 2 1 2 3 4 3 4 3 4 3 4 3 4 3 4 3 4 3 4 1 2 1 2 1 2 1 2 1 2 1 2 1 2 1 2 3 4 3 4 3 4 3 4 3 4 3 4 3 4 3 4 1 2 1 2 1 2 1 2 1 2 1 2 1 2 1 2 3 4 3 4 3 4 3 4 3 4 3 4 3 4 3 4 1 2 1 2 1 2 1 2 1 2 1 2 1 2 1 2 3 4 3 4 3 4 3 4 3 4 3 4 3 4 3 4 1 2 1 2 1 2 1 2 1 2 1 2 1 2 1 2 3 4 3 4 3 4 3 4 3 4 3 4 3 4 3 4 1 2 1 2 1 2 1 2 1 2 1 2 1 2 1 2 3 4 3 4 3 4 3 4 3 4 3 4 3 4 3 4 1 2 1 2 1 2 1 2 1 2 1 2 1 2 1 2 3 4 3 4 3 4 3 4 3 4 3 4 3 4 3 4 |

## Asymmetrische Spielerzahlen
Will man Halma zu dritt auf dem quadratischen Feld spielen (mit je 13 Steinen), so ergeben sich unterschiedliche Bedingungen zwischen dem Spieler, welcher dem leeren Haus gegenüber anfängt, und den beiden anderen, welche gegeneinander laufen. Dieser Spieler ist bei den meisten Strategien benachteiligt, da die beiden anderen viel häufiger die gleichen Steine für Sprungfolgen nutzen können. Hier empfiehlt sich entweder das Sternhalma zu nutzen oder das Spiel dreimal zu spielen, wobei jeder einmal diese „Mittelposition“ einnimmt. Ähnliches gilt für Sternhalma mit fünf Spielern (mit je zehn Steinen).

## Fortentwicklungen
Mit einer einzigen Zusatzregel und leicht geändertem Brett (vorgeschlagen von Eric Solomon) entsteht aus dem quadratischen Halma ein ähnlich anspruchsvolles Spiel, Billabong. Weitere Fortentwicklungen sind die Brettspiele Salta und Überläufer von Selecta.